# Yoshiho Umeda

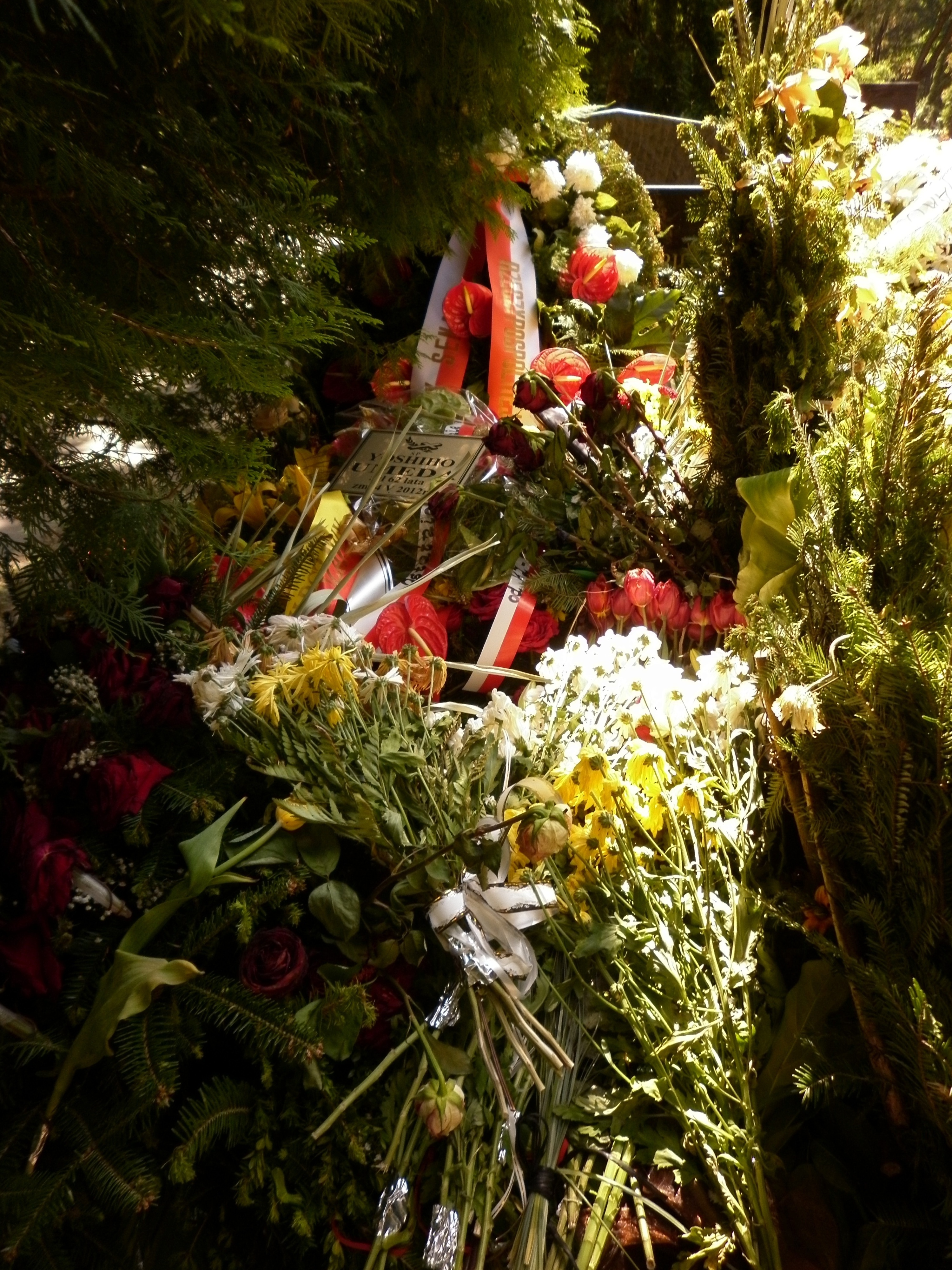
Grób Yoshiho Umedy na Cmentarzu Wojskowym na Powązkach w Warszawie

Yoshiho Umeda (jap. 梅田 芳穂 Umeda Yoshiho; ur. 16 września 1949 w m. Mobara, zm. 4 maja 2012 w Warszawie) – japoński przedsiębiorca żyjący w Polsce, działacz opozycji demokratycznej w okresie PRL.

## Życiorys
Był synem Ryōchū Umedy. Jego ojciec w 1921 postanowił przyjechać na studia filozoficzne do Berlina. W drodze z Dalekiego Wschodu poznał polskich oficerów wracających z Syberii, wśród nich Stanisława Michowskiego, z którym się zaprzyjaźnił. Podjął wówczas decyzję o osiedleniu się w Warszawie. II wojnę światową Ryōchū Umeda spędził w Bułgarii, po jej zakończeniu nie mógł przez pewien czas przyjechać do komunistycznej Polski. Przed samą śmiercią w 1961 przyjął chrzest i przybrał imię Stanisław. Wyraził także wolę, aby jeden z jego synów na stałe osiadł w Polsce. Uzgodnił z profesorem Konradem Jażdżewskim, aby to on zaopiekował się jego synem w Polsce.
Yoshiho Umeda, gdy miał trzynaście lat, przyjechał do Polski i zamieszkał w Łodzi z rodziną Jażdżewskich. W latach 1968–1975 studiował filologię polską i historię sztuki na Uniwersytecie Warszawskim, pracował w polskich przedstawicielstwach japońskich przedsiębiorstw. Był autorem publikacji z dziedziny energetyki.
Od 1976 był zaangażowany w działalność opozycyjną jako współpracownik Komitetu Obrony Robotników i Komitetu Samoobrony Społecznej „KOR”. Zajął się sprowadzaniem do Polski materiałów poligraficznych na potrzeby drugiego obiegu (sprowadził ponad 5 tys. matryc powielaczowych). Od 1980 związany z „Solidarnością”, uczestniczył w I Krajowym Zjeździe Delegatów w Gdańsku, współtworzył Radio „S” działające w Regionie Mazowsze związku. Zorganizował w Tokio Centralne Archiwum Polskie, wydające przez kilka lat periodyk „Biuletyn Polski”.
Po wprowadzeniu stanu wojennego został w 1982 wydalony z Polski, zajął się organizowaniem pomocy zagranicznej (m.in. jako działacz Komitetu Koordynacyjnego „Solidarności” we Francji i pracownik Biura Koordynacyjnego w Brukseli oraz przedstawiciel NSZZ „S” na Azję). Pod koniec lat 80. powrócił do Polski, gdzie prowadził spółkę prawa handlowego. Działał na rzecz wdrożenia protokołu z Kioto. Dwukrotnie (w różnych procesach) zeznawał przed sądem w sprawie pacyfikacji KWK „Wujek”, potwierdzając zeznania autorów raportu taterników i opisując swoje kontakty z Jackiem Jaworskim.
Był mężem japonistki Agnieszki Żuławskiej (córki Juliusza Żuławskiego). Miał troje dzieci: Tomoho, Julię i Hanę, nauczycielkę klasycznego tańca jiutamai. Należał do Stowarzyszenia Wolnego Słowa. Na podstawie biografii Yoshiho Umedy i jego ojca powstał w 1995 film dokumentalny Góral z Tokio (scenariusz: Jan Strękowski, reżyseria: Bożena Garus-Hockuba).
Pochowany na cmentarzu Powązki Wojskowe w Warszawie (kwatera A29/5/30).
W pierwszą rocznicę śmierci Yoshiho Umedy ukazała się jego biografia, napisana przez Annę Nasiłowską i zatytułowana Wolny agent Umeda i druga Japonia.

## Odznaczenia
- Krzyż Oficerski Orderu Odrodzenia Polski – Polska; 2006[12]
- Krzyż Komandorski z Gwiazdą Orderu Zasługi Rzeczypospolitej Polskiej – Polska; 2013 (pośmiertnie)[13]